# Odensvi kyrka, Småland
Odensvi kyrka är en kyrkobyggnad i Odensvi i Småland. Den tillhör Odensvi församling i Linköpings stift och ligger ca 40 km nordväst om Västervik och 16 km väster om Gamleby, i Odensvi socken.

## Kyrkobyggnaden
Odensvi kyrka är byggd i kalkputsad gråsten och består av långhus med tresidigt avslutat kor i öster och smalare trubbigt torn i väster. Sakristian ansluter till långhusets norra sida nära koret (bild). Kyrkobyggnaden har stora rundbågade fönster och tjärat spånklätt tak. Tornet har karnissvängda avsmalningar och kröns överst av ett kors. Ovanför portalen i väster är en tympanonsten från gamla kyrkan inmurad och över de södra portalerna två konsolhuvuden också hämtade från gamla kyrkan.
Interiören är ljus och rymlig med ett enskeppigt långhus försett med gjutjärnsspröjsade fönster och välvt trätak. I koret en altaruppsats på sidorna bestående av joniska pilastrar och på överstycket försedd med treenighetens triangel. I mitten en altartavla av Pehr Hörberg visande "Jesu samtal med Nikodemus, medlem av judarnas råd i Jerusalem". På epistelsidan i koret har anordnats en dopplats med en dopfunt av Mölnbomarmor. På evangeliesidan strax nedanför koret finns predikstolen med direkt uppgång från den bakomliggande sakristian. På orgelläktaren i väster står kyrkans piporgel, byggd bakom en snidad fasad i rokokostil. Under koret finns en murad gravplats för lagmannen Johan Fredrik Granschough och hans familj.

## Historik
En fot från en dopfunt i sandsten från 1100-talet antyder att det här tidigt har funnits en kyrka. I den nuvarande kyrkan härrör en tympanonrelief vid västportalen från 1300-talet, liksom ett par konsolhuvuden på södra fasaden. Dessa visar att den medeltida kyrkan byggdes av skickliga hantverkare. Det är mycket magert med fakta från den här tiden. Man kan emellertid förvänta sig, att den hade små högt upp sittande fönstergluggar och kanske också ett försvarstorn av sten. Från källorna får vi dock veta att stenkyrkan 1590 hade vapenhus och sakristia av trä och att taket var klätt med träspån.
Från och med slutet av 1600-talet berättas det om olika arbeten på kyrkan. År 1687 byggdes ett kyrktorn, som överst försågs med en järnspira. År 1694, det vill säga sju år senare, uppfördes en klockstapel. År 1738 ersattes det bara drygt femtio år gamla kyrktornet med ett nytt. År 1748 vitkalkades såväl kyrka som kyrkogårdsmur. Kyrkan tycks ha krävt allt mer underhållsarbeten, samtidigt som församlingen, liksom på så många andra håll, ökade i storlek.
Att man relativt snart kom till beslut att bygga en ny kyrka, berodde till stor del på teologie doktorn Axel Johan Lindblom, driftig kyrkoherde i Odensvi församling. År 1759 kom byggmästaren Peter Frimodig för att besiktiga platsen. En planritning över byggnadsområdet från 1773 visar att den nya kyrkan skulle byggas väster om den gamla. Enligt ritningen var den gamla stenkyrkan helt rektangulär, den antyder alltså att det inte fanns några utskjutande byggnadsdelar! Vem som sedan gjorde upp byggnadsritningarna är okänt; kanske var det Peter Frimodig, kanske någon annan. Enligt kyrkoräkenskaperna från 1768 betalade man i alla händelser ut 100 riksdaler för ritningar till en ny kyrka. Hos Öfverintendentsämbetet finns bara en osignerad detaljritning till en av långhusfasaderna; de övriga lämnade ämbetet ifrån sig i november 1776. Uppdraget att bygga den nya kyrkan gick till byggmästaren Eric Ekelund och murmästaren Jonas Zachrisson och utfördes under åren 1774–1776. Invigningen förrättades av kontraktsprostens son, biskop Jacob Axelsson Lindblom, måndagen den 6 juli 1778.
De spetsbågformade spröjsarna av gjutjärn i fönstren kom sannolikt till under mitten av 1800-talet. Därefter har kyrkan renoverats och restaurerats ett flertal gånger, först 1909, sedan 1939 under ledning av arkitekten Johannes Dahl, därefter 1955–1956 rekonstruktion av de gamla kyrkbänksgavlarna med utgångspunkt från korbänkarnas utformning, med mera, av arkitekten Gösta Land (1910–1999), Linköping.
För att anpassa kyrkan till förändrade förhållanden företogs under åren 1983–1984 en inre renovering enligt ett förslag av byggnadsingenjören Ture Jangvik: För att få färre sittplatser togs några bänkar bort i bakre delen av långhuset. Därmed bereddes plats att anordna skrudkammare och toalett under orgelläktaren.

## Inredning och inventarier
- Altartavla målad 1809 av Pehr Hörberg och med omfattning i vitt och guld av brodern Bengt Hörberg, skänkt av lagmannen Johan Fredrik Granschoug.
- Fragment av altaruppsats från gamla kyrkan, sannolikt skapad 1728. Kvar finns en relief åskådliggörande den första nattvarden samt en skulpterad sol med texten: "Jehovah". Finns f.n. i en tornkammare.
- Fot till en dopfunt från 1100-talet av svagt röd sandsten; i relief visas fyra bestar, som skall se till att djävulen håller sig borta vid dopen. Figurerna är gjorda i en stil som visar släktskap med den gotländske stenmästaren Hegvalds arbeten.
- Dopfunt av Mölnbomarmor, skänkt 1944 av friherrinnan Astrid Fleetwood (släkten Fleetwood). Tillhörande silverskål är utförd av silversmeden Ture Jerkeman i Stockholm.
- Predikstol, inköpt 1788.
- Fragment av predikstol från gamla kyrkan, tillverkad 1628, försedd med bågnischer ursprungligen innehållande avbildningar av evangelisterna. Bevarade är endast Markus med sin evangelistsymbol lejonet och Lukas med oxen. Finns f.n. i en tornkammare.
- Krucifix i trä från 1600-talet.
- Utskuren tavla från 1770-talet visande en Kristusbild målad på trä och försedd med text: "Ecce homo". Står på en läktare i sakristian.
- Skulptur, "Maria med Jesusbarnet", invigd 1993.
- Mässhake från 1400- eller 1500-talet, av röd italiensk sammet med granatäpplemönster, hemsänd från Polen, sannolikt skänkt 1657 av löjtnanten Hans Andersson i Tingetorp.
- Kalkkläde från 1769 av vitt siden med guldspets, försedd med årtal och friherrinnan Beata Falkenbergs, född Ribbing, namn.
- Nummertavlor med målade överstycken är överflyttade från den gamla kyrkan.
- Korbänkar med fragment av den ursprungliga 1600-talsdekoren i rött, brunt och grönt.
- Begravningsvapen, sköld representerande överstelöjtnanten och ägaren av Oksta (Ogesta) Göran Georg Silfverlood (1629–1685).
- Begravningsvapen för landshövdingen ägaren av Odensviholm greve Gabriel Falkenberg af Sandemar från 1714 med sexton anvapen.
- Storklockan, omgjuten 1861 hos F. M. Bergholtz i Stockholm.
- Lillklockan, försedd med inskription: "Niklavs Erici Pastor 1639 MMD."

## Orglar
- 1705 tillkom ett nytt orgelverk med sju stämmor.
- 1776–1777 byggde Jonas Wistenius, Linköping, ett trettonstämmigt orgelverk. På fasaden Gustav III:s namnchiffer. Orgeln var en gåva av prosten Axel Johan Lindblom 1777.
- 1896 byggde Åkerman & Lund Orgelbyggeri en ny orgel. Den omdisponerades 1943 av Hammarbergs Orgelbyggeri AB och fick  mekanisk traktur och registratur.

| Manual I      | Manual II                             | Pedal       | Koppel                     |
| Principal 8’  | Rörflöjt 8’                           | Subbas 16’  | I/P                        |
| Gedackt 8’    | Salicional 8’                         | Koralbas 4’ | II/P                       |
| Oktava 4’     | Gemshorn 4’                           | Basun 16’   | II/I                       |
| Hålflöjt 4’   | Svegel 2’                             |             | 4’ I/I                     |
| Kvinta 2 2/3’ | Sesquialtera II chor. 2 2/3’ + 1 3/5’ |             | 4’ II/II                   |
| Oktava 2’     |                                       |             |                            |
| Trumpet 8’    |                                       |             | 4 fasta komb. P, Mf, F & T |

- Instrumentet renoverades och omdisponerades 1994 av J. Künkels Orgelverkstad och blev mekanisk med rooseweltlådor. Fasaden är bibehållen från 1776 års orgel.

| Huvudverk I         | Svällverk II      | Pedal       | Koppel                     |
| Principal 8’        | Rörfleut 8’       | Subbas 16’  | I/P                        |
| Flûte harmonique 8’ | Salicional 8’     | Koralbas 4’ | II/P                       |
| Gedacht 8’          | Gemshorn 4’       | Basun 16’   | II/I                       |
| Oktava 4’           | Svegel 2’         |             | 4’ I/I                     |
| Oktava 2’           | Oboe 8’           |             | 16’ II/II                  |
| Cornett III chor.   |                   |             |                            |
| Trumpet 8’          | Crescendosvällare |             | 4 fasta komb. P, Mf, F & T |

## Kyrkogården
På kyrkogården vilar ett flertal medlemmar av släkterna Fleetwood och Wennerberg, bland andra ecklesiastikministern, landshövdingen och skalden Gunnar Wennerberg (1817–1901) och hans dotterdotter författarinnan Amelie Posse (1884–1957). Wennerberg bodde på äldre dagar ofta hos dottern Astrid Fleetwood (1866–1950) (släkten Fleetwood), på Odensviholm, nära kyrkan. Här finns också psykiatern Poul Bjerres grav.